# 重瓣五味子
重瓣五味子（学名：Schisandra plena）为五味子科五味子属下的一个种。